# 알렉세이 스타로빈스키

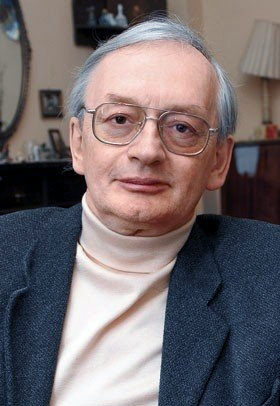
2013년 모습

알렉세이 스타로빈스키(본명: 알렉세이 알렉산드로비치 스타로빈스키, 러시아어: Алексе́й Алекса́ндрович Староби́нский, 1948년 4월 19일 ~ 2023년 12월 21일)는 소련과 러시아의 이론물리학자이자 우주론자이다. 우주 급팽창 이론의 선구자였으며, 이로 인해 앨런 구스 및 안드레이 린데와 함께 2014년 천체 물리학 부문 카빌(Kavli)상을 받았다.